# Kamil Cybulski
Kamil Cybulski (Poznań, 2 dicembre 2005) è un calciatore polacco, centrocampista del Widzew Łódź.

## Carriera
Ha iniziato a giocare a calcio nel settore giovanile del Lech Poznań per poi passare al Widzew Łódź nel 2020. Il 26 giugno 2023 ha firmato il suo primo contratto professionistico ed l'11 febbraio 2024 ha debuttato in prima squadra nell'incontro di Ekstraklasa perso 3-1 contro il Jagiellonia. Il 31 ottobre seguente ha segnato il suo primo gol nella partita di Puchar Polski vinta ai rigori contro il Lechia Zielona Góra.

## Statistiche

### Presenze e reti nei club
Statistiche aggiornate al 13 aprile 2025.
| Stagione        | Squadra         | Campionato      | Campionato | Campionato | Coppe nazionali | Coppe nazionali | Coppe nazionali | Coppe continentali | Coppe continentali | Coppe continentali | Altre coppe | Altre coppe | Altre coppe | Totale | Totale | Totale |
| Stagione        | Squadra         | Comp            | Pres       | Reti       | Comp            | Pres            | Reti            | Comp               | Pres               | Reti               | Comp        | Pres        | Reti        | Pres   | Reti   |        |
| --------------- | --------------- | --------------- | ---------- | ---------- | --------------- | --------------- | --------------- | ------------------ | ------------------ | ------------------ | ----------- | ----------- | ----------- | ------ | ------ | ------ |
| 2023-2024       | Widzew Łódź     | EK              | 8          | 0          | CP              | 1               | 0               | -                  | -                  | -                  | -           | -           | -           | 9      | 0      |        |
| 2024-2025       | Widzew Łódź     | EK              | 20         | 1          | CP              | 3               | 1               | -                  | -                  | -                  | -           | -           | -           | 23     | 2      |        |
| Totale carriera | Totale carriera | Totale carriera | 28         | 1          |                 | 4               | 1               |                    | -                  | -                  |             | -           | -           | 32     | 2      |        |